# Modello di Hodgkin-Huxley
Il modello di Hodgkin-Huxley è un modello matematico che descrive il processo di depolarizzazione della membrana cellulare. Storicamente questo è stato il primo modello creato per descrivere questo processo, per il quale i suoi scopritori, i fisiologi Alan Lloyd Hodgkin e Andrew Huxley, hanno vinto il Premio Nobel per la Fisiologia nel 1963. Questo modello è stato dedotto da numerose osservazioni sperimentali utilizzando gli assoni giganti dei calamari.
Di seguito sono riportate le equazioni che lo definiscono:
| {\displaystyle {\displaystyle {\begin{cases}{\displaystyle {\frac {a}{R_{i}}}{\frac {\partial ^{2}v(z,t)}{\partial z^{2}}}=C_{m}{\frac {\partial v(z,t)}{\partial t}}+\left(v(z,t)+V_{Na}\right)\ g_{Na}(v)+\left(v(z,t)-V_{K}\right)\ g_{K}(v)+\left(v(z,t)-V_{L}\right)\ g_{L}}\\\\{\displaystyle g_{K}={\overline {g_{K}}}\ n(v,t)^{4}}\\\\{\displaystyle {\frac {d\ n(v,t)}{dt}}=\alpha _{n}\left[1-n(v,t)\right]-\beta _{n}\ n(v,t)}\\\\{\displaystyle \alpha _{n}=f_{\alpha _{n}}\ {\frac {v+V_{\alpha _{n}}}{{\text{e}}^{\frac {v+V_{\alpha _{n}}}{V_{\alpha _{n}}}}-1}}}\\\\{\displaystyle \beta _{n}=f_{\beta _{n}}\ {\text{e}}^{\frac {v}{V_{\beta _{n}}}}}\\\\g_{Na}={\overline {g_{Na}}}\ m(v,t)^{3}\ h(v,t)\\\\{\frac {d\ m(v,t)}{dt}}=\alpha _{m}\left[1-m(v,t)\right]-\beta _{m}\ m(v,t)\\\\{\frac {d\ h(v,t)}{dt}}=\alpha _{h}\left[1-h(v,t)\right]-\beta _{h}\ h(v,t)\\\\\alpha _{m}=f_{\alpha _{n}}\ {\frac {v+V_{\alpha _{m1}}}{{\text{e}}^{\frac {v+V_{\alpha _{m1}}}{V_{\alpha _{m2}}}}-1}}\\\\\beta _{m}=f_{\beta _{m}}\ {\text{e}}^{\frac {v}{V_{\beta _{m}}}}\\\\\alpha _{h}=f_{\alpha _{h}}\ {\text{e}}^{\frac {v}{V_{\alpha _{h}}}}\\\\\beta _{h}=f_{\beta _{h}}\ {\frac {1}{{\text{e}}^{\frac {v+V_{\beta _{m1}}}{V_{\beta _{m2}}}}+1}}\end{cases}}}} |

Le costanti valgono:
{\displaystyle {\overline {g_{K}}}=24.31{\text{mS}}\ {\text{cm}}^{-2}}
{\displaystyle \ f_{\alpha _{n}}=0.01\ {\text{s}}^{-1}}
{\displaystyle \ V_{\alpha _{n}}=10\ {\text{mV}}}
{\displaystyle \ f_{\beta _{n}}=0.125\ {\text{s}}^{-1}}
{\displaystyle \ V_{\beta _{n}}=10\ {\text{mV}}}
{\displaystyle \ n_{0}=0.316\ {\text{mV}}}
{\displaystyle \ V_{K}=12\ {\text{mV}}}
{\displaystyle \ f_{\alpha _{m}}=0.1\ {\text{s}}^{-1}}
{\displaystyle \ V_{\alpha _{m1}}=25\ {\text{mV}}}
{\displaystyle \ V_{\alpha _{m2}}=10\ {\text{mV}}}
{\displaystyle \ f_{\beta _{m}}=4\ {\text{s}}^{-1}}
{\displaystyle \ V_{\beta _{m}}=18\ {\text{mV}}}
{\displaystyle \ f_{\alpha _{h}}=0.07\ {\text{s}}^{-1}}
{\displaystyle \ V_{\alpha _{h}}=20\ {\text{mV}}}
{\displaystyle \ f_{\beta _{h}}=1\ {\text{s}}^{-1}}
{\displaystyle \ V_{\beta _{m1}}=30\ {\text{mV}}}
{\displaystyle \ V_{\beta _{m2}}=10\ {\text{mV}}}
{\displaystyle {\overline {g_{Na}}}=70.7{\text{mS}}\ {\text{cm}}^{-2}}
{\displaystyle \ h_{0}=0.607}
{\displaystyle \ m_{0}=0}
{\displaystyle \ V_{Na}=115\ {\text{mV}}}
{\displaystyle \ C_{m}=1\ \mu {\text{F}}\ {\text{cm}}^{-2}}
{\displaystyle \ V_{L}=-10.61\ {\text{mV}}}
{\displaystyle \ g_{L}=0.3\ {\text{mS}}\ {\text{cm}}^{-2}}
{\displaystyle \ R_{i}=35.4\ \Omega \ {\text{cm}}^{-2}}
{\displaystyle \ a=238\cdot 10^{-4}\ {\text{cm}}}
La complessità di questo modello è tale da non consentirne una risoluzione analitica. Finora è stato studiato con successo grazie a numerose simulazioni numeriche confrontate con i dati sperimentali.
Una notevole semplificazione del modello di Hodgkin e Huxley è quello di FitzHugh-Nagumo.
Ultimamente un nuovo modello termodinamico è soggetto di molte attenzioni per il suo valore sperimentale, il modello del solitone, che spiega molti dei fenomeni non trattati dal modello di Hodgkin e Huxley, come per esempio il cambio di temperatura con scambio netto 0 al passaggio dell'impulso elettrico e il cambiamento di densità della membrana cellulare.